# Museu Dirgantara Mandala
O Museu Dirgantara Mandala, oficialmente conhecido como "Museu Central da Força Aérea da Indonésia", o "Mandala Dirgantara" é um museu central da Força Aérea da Indonésia. O museu exibe exposições históricas relacionadas à história da Força Aérea da Indonésia. O museu está localizado no complexo do Aeroporto Internacional Adisutjipto na Regência Bantul, Yogyakarta, Indonésia. O Museu Dirgantara Mandala tem uma coleção abrangente da aviação na Indonésia, desde os primeiros biplanos até os modernos modelos a jato.

## História
O museu da Força Aérea da Indonésia foi estabelecido pela primeira vez em 4 de abril de 1969. A primeira localização do museu da Força Aérea da Indonésia foi em Jalan Tanah Abang Bukit, em Jacarta. A inauguração do primeiro museu foi feita pelo Chefe do Estado-Maior da Força Aérea Indonésia, Marechal Roesmin Noerjadin. Em 29 de julho de 1978, o museu foi transferido para um prédio de Kesatrian AKABRI Bagian Udara em Yogyakarta. O motivo da transferência de local foi porque Yogyakarta era considerada um lugar importante onde a Força Aérea da Indonésia nasceu, bem como o centro das atividades relacionadas com a Força Aérea da Indonésia. Mais tarde, por causa da expansão da coleção do museu, especialmente com o desenvolvimento de novas aeronaves militares, o museu foi planejado para ser realocado novamente.
Para a nova localização do museu, os oficiais da Força Aérea da Indonésia escolheram um edifício de uma antiga fábrica de açúcar localizada no complexo do complexo da pista de Adisutjipto. Durante o período de ocupação japonesa, este edifício foi utilizado como armazém logístico. Em 17 de dezembro de 1982, o Chefe do Estado-Maior da Força Aérea Indonésia, Marechal Ashadi Tjahjadi, assinou uma placa para o estabelecimento do novo museu da Força Aérea Indonésia. Em 11 de abril de 1984, a instrução para reabilitar o antigo armazém de açúcar em um museu foi lançada. A construção do museu Dirgantara Mandala foi concluída no mesmo ano. Em 29 de julho de 1984, o novo Museu Dirgantara Mandala foi inaugurado pelo Marechal Sukardi.